# Salix karelinii
Salix karelinii — вид квіткових рослин із родини вербових (Salicaceae).

## Морфологічна характеристика
Це кущ 15–120 см заввишки, гіллястий від основи. Гілочки голі блискучі, темно-бурі чи багряні. Листки на ніжках 2.5–10 мм, злегка запушені; листкова пластина яйцеподібна, від яйцювато-зворотно-ланцетоподібної до еліптичної форми, 2.5–12 × 1–5 см, коротко загострена, в молодому віці вкрита пухкими сплутаними шовковистими волосками, стає голою, зеленою зверху, блідішою знизу, залозисто-зубчаста. Суцвіття виникають одночасно з листям. Чоловічі сережки 2.5–5.5 см завдовжки, майже сидячі. Жіночі сережки 2.5–5.5 см завдовжки, майже сидячі; в плоді — 5–13 см. Коробочка 5–8 мм завдовжки, яйцеподібна, дзьобата.

## Середовище проживання
Афганістан, Казахстан, Киргизстан, Непал, Пакистан, Таджикистан, Західні Гімалаї, Сіньцзян. Населяє гірські схили.